# PUV-6
PUV-6 — чехословацкая зенитная самоходная установка, не получившая широкого распространения в армии.

## История
К середине 1930-х годов танкетки серии MU считались уже устаревшими, поэтому фирма Škoda пыталась хоть как-нибудь использовать устаревшие машины. В 1934 году на базе лёгкого танка MU-6 была разработана самоходная установка PUV-6.
Она была оснащена 40-мм зенитной пушкой Škoda Z1 и двумя 7,92-мм пулемётами. Корпус танка конструктивно напоминал бронированную коробку с открытым верхом и откидными бортами для обеспечения кругового обстрела. Башню демонтировали, на её месте разместили пушку. Она устанавливалась в средней части боевого отделения и была защищена бронещитом. Углы вертикального наведения находились в пределах от -3° до +85°. Стрельба могла вестись как осколочными гранатами, так и бронебойными боеприпасами на высоту до 9200 метров. Максимальная дальность прямого выстрела составляла 2500 метров (можно было пробить лист брони толщиной 32 мм). Скорострельность составляла до 40 выстрелов в минуту. Экипаж танка насчитывал 6 человек (включая стрелков из зенитки).
Ходовая часть PUV-6 полностью соответствовала лёгкому танку MU-6. На каждый борт приходилось по 3 двухкатковые тележки с амортизацией на листовых полуэлиптических рессорах. К узлам подвески крепилась дополнительная стальная балка, предназначенная для усиления жёсткости конструкции. Верхняя ветвь гусеницы поддерживалась тремя роликами. Ведущие колеса располагались спереди, направляющие сзади.
Единственный прототип PUV-6 был представлен на испытания в 1934 году. Несмотря на то, что по основным параметрам ЗСУ не сильно отличалась от лёгкого танка MU-6, её ходовая часть явно не соответствовала типу выбранного орудия. Работы над зенитной самоходкой были в скором времени прекращены, а опытный образец разобран на металл.